# Dubiaranea insignita
Dubiaranea insignita là một loài nhện trong họ Linyphiidae. Loài này được phát hiện ở Peru và Bolivia.